# Pinhal de São Bento
Pinhal de São Bento es un municipio brasileño del estado de Paraná.
Posee un área de 97 km² representando 0.0486 % del estado, 0.0172 % de la región y 0.0011 % de todo el territorio brasileño. Se localiza a una latitud 26º03' sur y a una longitud 53º29' oeste, estando a una altitud de 480 metros. Su población estimada en 2005 era de 2.513 habitantes. Según el último censo hoy el municipio tiene 2.620 habitantes (IGBE 2010).

## Demografía
Datos del Censo - 2008
Población Total: 2.598
- Urbana: 1.088
- Rural: 1.510
- Hombres: 1.342
- Mujeres: 1.256

Población Total: 2.620
Densidad demográfica (hab./km²): 26,75
Mortalidad infantil hasta 1 año (por mil):
Expectativa de vida (años):
Tasa de fertilidad (hijos por mujer):
Tasa de Alfabetización:
Índice de Desarrollo Humano (IDH-M): 0,708
- IDH-M Salario: 0,578
- IDH-M Longevidad: 0,755
- IDH-M Educación: 0,792

## Administración
- Prefecto: Jaime Ernesto Carniel (2009/2012)
- Viceprefecto: Alvario Geittenes
- Presidente de la cámara: Antonio Eroni da Silva